# Oskar von Xylander

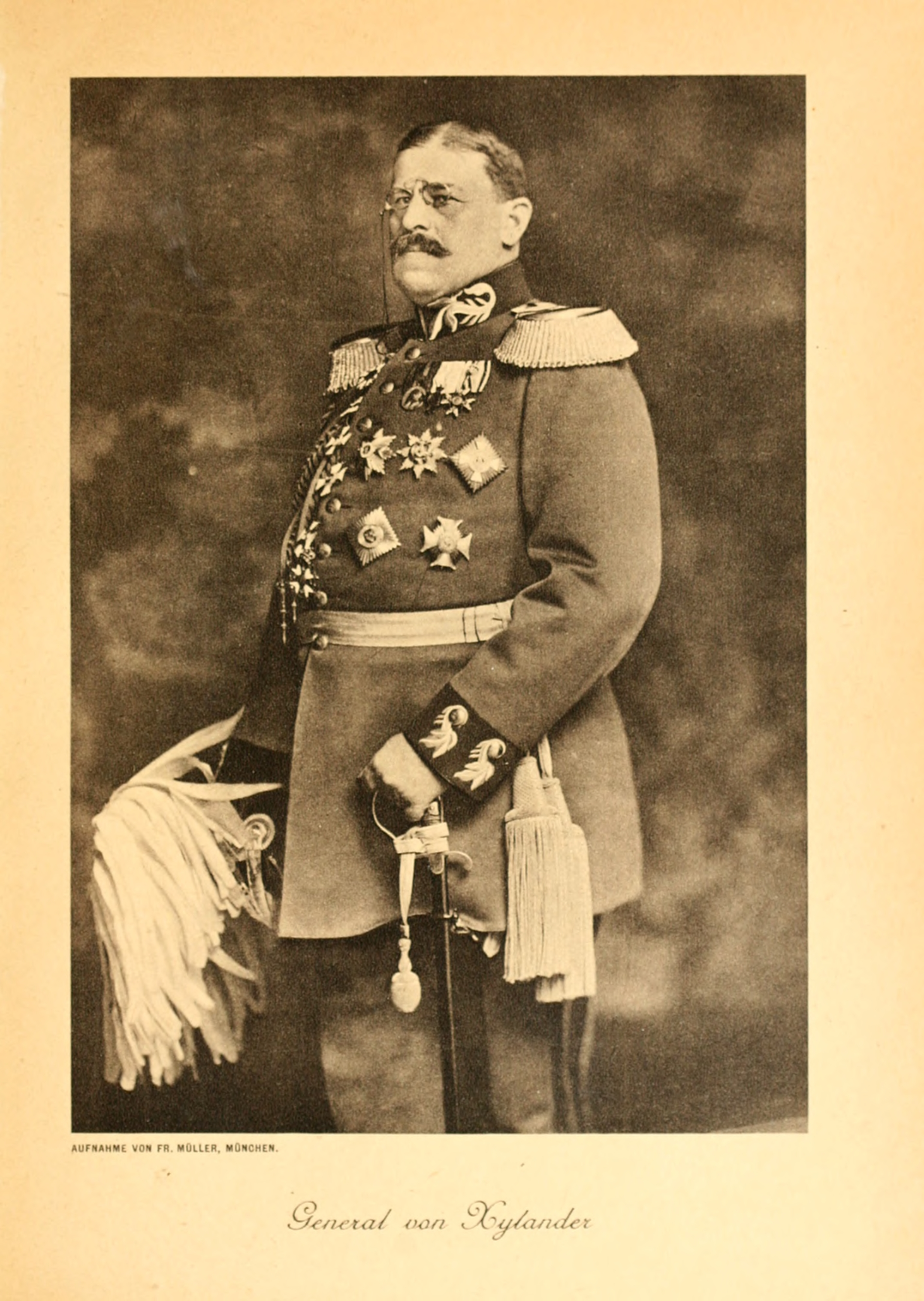
General von Xylander

Oskar Ritter von Xylander (* 16. Januar 1856 in Mainz; † 22. Mai 1940 in München) war ein bayerischer General der Infanterie im Ersten Weltkrieg und von 1933 bis 1940 Großkanzler des Militär-Max-Joseph-Ordens.

## Leben

### Herkunft
Oskar war der Sohn des Hauptmanns Otto von Xylander und dessen Ehefrau Rosalia, geborene Wagenseil.

### Militärkarriere
Xylander trat nach dem Abitur am Wilhelmsgymnasium München 1874 als Offiziers-Aspirant in das 1. Infanterie-Regiment „König“ der Bayerischen Armee in München ein. Am 17. März 1875 wurde er nach erfolgreich bestandener Offiziersprüfung zum Portepéefähnrich ernannt und am 27. November 1876 zum Sekondeleutnant befördert. Zur weiteren Ausbildung wurde Xylander am 1. Oktober 1885 an die Kriegsakademie kommandiert, die ihm die Qualifikation für den Generalstab und die Höhere Adjutantur aussprach.
Als Premierleutnant war Xylander ab Ende September 1889 Adjutant des Bezirkskommandos München kommandiert und stieg Ende Oktober 1890 zum Hauptmann und Kompaniechef in seinem Regiment auf. Am 22. September 1893 erfolgte seine Versetzung zur Zentralstelle des Generalstabes. Man beförderte ihn am 17. März 1897 zum Major und kommandierte ihn am 20. November 1897 in den Generalstab der 3. Division nach Landau in der Pfalz. Am 31. Oktober 1898 ernannte man ihn zum Bataillonskommandeur im Infanterie-Leib-Regiment. Ab 22. Februar 1899 wurde er dann wieder im Generalstab eingesetzt, am 4. März 1901 zum Oberstleutnant befördert und am 4. August 1901 zum Abteilungschef ernannt. Dort verblieb Oberst (seit 18. Mai 1903) Xylander bis zur Übernahme des 1. Infanterie-Regiments am 19. März 1904.
Er wechselte am 29. September 1905 als Direktor an die Kriegsakademie und wurde am 19. April 1906 Generalmajor. Am 30. Dezember 1907 übernahm er die 9. Infanterie-Brigade in Nürnberg und wurde anschließend am 18. November 1908 zum Chef des Generalstabes der Armee und Inspekteur der Militär-Bildungsanstalten berufen. Als solcher erhielt er am 7. März 1910 die Beförderung zum Generalleutnant. Man ernannte Xylander am 22. April 1912 zum Kommandeur der 6. Division in Regensburg.
Mit seiner Beförderung zum General der Infanterie am 27. März 1913 erfolgte zeitgleich seine Ernennung zum Kommandierenden General des I. Armee-Korps. Bei Ausbruch des Ersten Weltkriegs kam es im Rahmen der Grenzschlachten in Lothringen zum Einsatz und nahm im weiteren Verlauf des Krieges an den Kampfhandlungen an der Westfront teil. Für seine militärischen Verdienste erhielt Xylander neben dem Ritterkreuz des Militär-Max-Joseph-Ordens am 10. August 1914 auch den Orden Pour le Mérite am 20. August 1916.
Am 19. Juni 1918 wurde Xylander der Abschied gewährt und unter Belassung à la suite des 1. Infanterie-Regiments sowie der Verleihung des Großkreuzes des Militärverdienstordens mit Krone und Schwertern zur Disposition gestellt.
Vom 15. Mai 1933 bis zu seinem Tode wirkte Xylander als Großkanzler des Militär-Max-Joseph-Ordens.

### Familie
Xylander heiratete am 25. November 1878 in München Wilhelmine Jung. Aus der Ehe gingen drei Söhne und zwei Töchter hervor.